# بيتلجوس (ممثل)
بيتلجوس (بالإنجليزية: Beetlejuice)‏ هو مقدم برامج إذاعية وممثل أمريكي، ولد في 2 يونيو 1968 بجيرسي سيتي في الولايات المتحدة.

## وصلات خارجية
- بيتلجوس على موقع IMDb (الإنجليزية)
- بيتلجوس على موقع ميوزك برينز (الإنجليزية)
- بيتلجوس على موقع ديسكوغز (الإنجليزية)
- بيتلجوس على موقع قاعدة بيانات الفيلم (الإنجليزية)